# Rajgir
Rajgir – miasto w Indiach, w stanie Bihar. W 2011 roku liczyło 41 587 mieszkańców.